# Kumimanu biceae

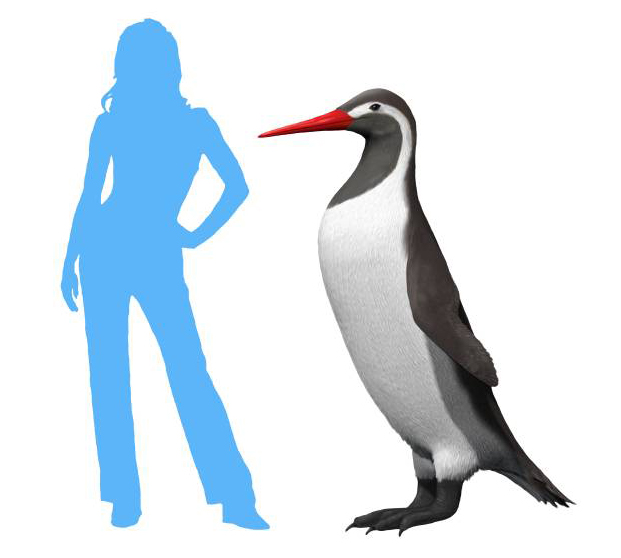
Hình ảnh của loài Kumimanu biceae được phục dựng

Kumimanu biceae là một loài chim cánh cụt khổng lồ thời tiền sử đã tuyệt chủng, hóa thạch của chúng được tìm thấy ở New Zealand và khám phá này được công bố vào tháng 12 năm 2017. Việc mô tả một loài khổng lồ mới từ cuối kỷ Paleocene của New Zealand, mà chứng minh sự tiến hóa rất sớm của loài có kích thước cơ thể lớn trong các loài chim cánh cụt. 

## Phát hiện
Các nhà khoa học đã phát hiện xương chim cánh cụt cổ có kích thước bằng con người ở New Zealand. Những tàn tích hóa thạch của một con chim cánh cụt nặng 16 stone (101,6 kg) lớn như một con người vừa được khai quật ở bờ biển New Zealand. Một xương đùi 6 inch (15 cm), cùng với các bộ phận của xương cánh, xương vai, xương ngực và xương chân của K. biceae được phát hiện trên bãi biển Hampden ở Otago. Ngoài ra còn có là một phần của xương chậu cùng với ba đốt sống và các mảnh xương khác được khai quật từ một hình thành đá 186 dặm về phía tây nam của sông Waipara.
Độ tuổi của mẫu vật làm cho nó trở thành một trong những chú chim cánh cụt khổng lồ đầu tiên và sự phát hiện ra nó đã làm sáng tỏ sự tiến hóa của loài chim biển không biết bay. Hóa thạch mới là một trong những loài chim cánh cụt khổng lồ cổ nhất được tìm thấy cho đến nay chứng tỏ nguồn gốc khổng lồ trong các loài chim cánh cụt hóa thạch. Một bộ xương hóa thạch của chim cánh cụt to gần bằng kích thước con người mở ra nhiều nghi vấn mới về tổ tiên của loài chim không biết bay này. 

## Đặc điểm
Loài động vật khổng lồ này cao 5 feet 8 inch (1,72m) và có niên đại từ 60 đến 55 triệu năm trước. K. biceace lớn hơn tất cả các loài chim cánh cụt hóa thạch khác có phần đáng kể xương được giữ gìn. Các phép đo bộ xương cho thấy tổ tiên của loài chim không biết bay này nặng khoảng 100 kg và cao 1,77 m. So với loài chim cánh cụt hoàng đế cao nhất hiện nay thì chỉ đạt được khoảng 1,2 m chiều cao tối đa khi trưởng thành.
Chúng có thể vóc cao đến 170 cm (67 in) từ điểm đầu đến điểm cuối cơ thể, khi đứng bình thường thì chúng cao khoảng 140 cm (55 in) và trọng lượng ước đạt 100 kg (220 lb). Chúng được coi là loài chim cánh cụt lớn nhất từng biết đến, chúng sống cách đây từ 60-56 triệu năm, và phát triển mạnh kể từ Sự kiện tuyệt chủng của khủng long.
K. biceae là một trong số những con chim cánh cụt hóa thạch lớn nhất được biết đến cho đến nay và có thể chỉ nhỏ hơn kích thước của P. klekowskii từ Eocene ở Nam Cực. Thay vì màu đen trắng thông thường, chim cánh cụt cổ có thể có màu nâu và mỏ dài hơn thế hệ ngày nay. Rất có thể nó cũng thon thả hơn và trông không được dễ thương như những loài cánh cụt bây giờ.

## Giả thiết
Chim cánh cụt khổng lồ được ghi chép lại từ 50 đến 20 triệu năm trước nhưng những con chim cổ hơn thì hiếm và chỉ có hai loài khác được biết đến từ khoảng thời gian này. Một trong những đặc điểm nổi bật về sự tiến hóa của chim cánh cụt là sự xuất hiện các loài rất lớn trong thời kỳ đầu Đại Tân sinh mà có kích thước cơ thể vượt trội hơn chim cánh cụt lớn nhất hiện tại. Chim cánh cụt khổng lồ phát triển độc lập và sớm.
Một loài chim cánh cụt có khả năng cạnh tranh với loài lớn nhất từng được biết đến trước đây tồn tại trong kỷ Paleocen (kỷ đầu trong ba kỷ của Đại Tân sinh) cho thấy sự gia tăng ở chim cánh cụt đã nảy sinh ngay sau khi những con chim này trở thành thợ lặn không biết bay, chim cánh cụt khổng lồ dường như đã trở nên phổ biến sau khi kết thúc thời kỳ khủng long, vì khoảng thời gian này loài bò sát biển ăn thịt cũng đã tuyệt chủng. Điều này có thể cho phép chim cánh cụt chiếm vị trí chỗ trống trong chuỗi thức ăn.
Mặt khác, sự biến mất của loài chim cánh cụt khổng lồ lại trùng khớp với sự gia tăng của loài động vật có vú biển, như cá voi, cá heo, cá heo chuột và hải cẩu, nhưng nguyên nhân chính xác và cơ chế thay thế cạnh tranh sinh học này vẫn còn chưa được hiểu rõ, sự tiến hóa của chim cánh cụt dường như đã bị ảnh hưởng mạnh mẽ bởi các động vật có xương sống không phải là chim.
Vào thời điểm loài chim không cánh được cho là đã sống, nó có thể đã chia sẻ môi trường cận nhiệt đới ấm áp với các loài chim biển khác, rùa và cá mập. Chim cánh cụt khổng lồ đã tuyệt chủng khoảng 20 triệu năm trước, khi động vật có vú ở biển như cá voi hay hải cẩu xuất hiện. Những con chim cánh cụt đã tiến hóa từ loài chim bay hàng chục triệu năm trước, nhưng rồi mất khả năng bay và trở thành động vật bơi lội. Sau khi nối đất, một số loài chim cánh cụt đã trở nên lớn hơn, tăng từ khoảng 80 cm đến gấp đôi kích thước. 